# Abbotts dykare
Abbotts dykare (Cephalophus spadix) är en stor dykarantilop som man hittar på några få spridda platser i Tanzania. Den tros vara en underart till den gulryggade dykaren.
Den är runt 65 centimeter i mankhöjd och den väger cirka 55 kilogram. Dykaren har en mörkbrun päls med en ljusare undersida och 8–12 centimeter långa tunna horn. Den har en röd tofs på huvudet.
Abbotts dykare lever i huvudsak i våta skogar och träsk på mellan 1 700 och 2 700 höjd över havet. Deras diet består av frukt och örter. Den är ett nattlevande djur och tillbringar dagarna vilandes i tjocka busksnår. Det är ganska lätt att hitta dykare för de skapar stigar i växtligheten som är lätta att följa. Om de blir hotade försöker de i första hand att fly men det har hänt att en dykare har dödat vildhundar om den är i ett trängt läge.
Man tror att det finns ungefär 2 500 stycken individer av Abbotts dykare kvar i världen, men de är hotade av jakt och skogsavverkning.